# Acanthella sprucei
Acanthella sprucei là một loài thực vật có hoa trong họ Mua. Loài này được Benth. & Hook. f. mô tả khoa học đầu tiên năm 1867.